# Debrzno
Debrzno (Preußisch Friedland in tedesco) è un comune urbano-rurale polacco del distretto di Człuchów, nel voivodato della Pomerania.
Ricopre una superficie di 224,17 km² e nel 2004 contava 9 307 abitanti.